# Hot Summer Nights
Hot Summer Nights (en español, Noches de verano) es una película de crimen, drama, romance, y coming-of-age neo-noir estadounidense de 2017, escrita y dirigida por Elijah Bynum, en su debut como director. Tiene como protagonistas a Timothée Chalamet, Maika Monroe, Alex Roe, Maia Mitchell, William Fichtner, Thomas Jane, Rachel O'Shaughnessy y Emory Cohen. Ambientada en Cape Cod en el verano de 1991, la trama sigue a Daniel Middleton, un retraído adolescente que se ve envuelto en problemas cuando se une al mundo de las drogas y se enamora de la hermana de su socio sin saberlo.
El filme tuvo su estreno en South by Southwest el 13 de marzo de 2017, y fue luego lanzado el 28 de junio de 2018 a través de DirecTV Cinema antes de comenzar una limitada proyección teatral el 27 de julio de 2018 por A24, su empresa distribuidora.

## Trama
En 1991, Daniel, un adolescente vergonzoso, es enviado por su madre a pasar el verano con su tía en Cape Cod tras la muerte de su padre. Al principio no está entusiasmado con eso, pero pronto conoce a Hunter Strawberry, el chico malo de la ciudad. Mientras trabaja en una tienda de conveniencia, Hunter apresuradamente le pide a Daniel que esconda la marihuana para que no se acerque a la policía. Más tarde se convierten en socios comerciales en la venta de drogas de un hombre llamado Dex, quien les proporciona a los muchachos la droga que necesitan para facilitar su negocio, pero les advierte sobre las consecuencias fatales que habrán si lo traicionan.
La hermana menor de Hunter, McKayla, es la chica más ardiente y quien recibe toda la atención en la ciudad. Después de escapar de su novio en el autocine, la chica le pide a Daniel que la lleve a casa. Aunque su compañero le prohíbe ver a su nuevo enamoramiento, Daniel no puede evitarlo. En el carnaval de verano, sorprendentemente la besa, lo que resulta en una paliza por parte del novio de McKayla y sus amigos. Daniel y McKayla pronto comienzan a salir en secreto al mismo tiempo que Hunter desarrolla una relación con Amy, la hija del sargento Frank Calhoun, quien comienza a sospechar sobre las repentinas desapariciones de su hija.
Vender marihuana se vuelve muy rentable y Daniel y Hunter comienzan a ganar mucho dinero. Su éxito y las tensiones crecientes en sus vidas se entrelazan con el inminente Huracán Bob, que pronto llegará a Cape Cod. Daniel quiere empezar a vender cocaína sin avisar a Dex, pero Dex se entera y quiere que Hunter mate a Daniel. Hunter le dice a Daniel que corra y nunca regrese, y cuando Dex encuentra a Hunter, lo mata. McKayla ve que matan a su hermano y huye de la ciudad. Según el narrador, nunca más se vuelve a ver a Daniel y McKayla.

## Elenco y personajes
- Timothée Chalamet como Daniel "Danny" Middleton.
- Maika Monroe como McKayla Strawberry.
- Alex Roe como Hunter Strawberry.
- Maia Mitchell como Amy Calhoun.
- Emory Cohen como Dex.
- William Fichtner como Shep.
- Jack Kesy como Colitas.
- Rachel O'Shaughnessy como Erin.
- Shane Epstein Petrullo como el Narrador (solo voz).

## Producción
El 26 de marzo de 2015, se anunció que Elijah Bynum haría su debut como director con su propio guion de Black List de 2013, Hot Summer Nights, ambientado en 1991 Cape Cod. Imperative Entertainment financiaría y produciría la película con Bradley Thomas y Dan Friedkin. El 24 de junio de 2015, Maika Monroe, Timothée Chalamet y Alex Roe fueron elegidos para los papeles principales. Más tarde, Maia Mitchell, Emory Cohen y Thomas Jane también se agregaron al elenco. El rodaje comenzó en agosto de 2015 en Atlanta, Georgia, sustituyendo a Cape Cod.

## Estreno
Hot Summer Nights se estrenó en South by Southwest el 13 de marzo de 2017. En septiembre de 2017, A24 y DirecTV Cinema adquirieron los derechos de distribución de la película. Fue lanzado a través de DirecTV Cinema el 28 de junio de 2018, antes de recibir un lanzamiento limitado en cines por A24 el 27 de julio de 2018.

## Recepción
En Rotten Tomatoes, la película tiene un índice de aprobación del 43% según 40 reseñas, con una puntuación media de 5,21/10. El consenso crítico del sitio web dice: "Hot Summer Nights es agradable a la vista y claramente no le debe nada a algunas grandes películas, pero sus puntos fuertes, incluido un elenco joven y carismático, a menudo se ven superados por su historia sin inspiración." En Metacritic, la película tiene un puntaje promedio ponderado de 44 sobre 100, basado en 18 críticos, lo que indica "críticas mixtas o promedio."
Michael Roffman, escribiendo para Consequence of Sound, elogió la película y la calificó como "Un llamante thriller de anti-coming-of-age que rezuma con toda la confianza, el descaro y la pasión adecuados." Peter Travers de la revista Rolling Stone le dio a la película 2,5 de 5 y escribió: "El resultado es caótico, pero nunca falta la energía, además de tener un elenco que está dispuesto a cualquier cosa."
El crítico de IndieWire David Ehrlich criticó el guion como "vacío" y se refirió a la película como "un pastiche sudoroso que comparte el deseo de su protagonista de ser todo para todas las personas, solo para terminar perdiendo el sentido de sí mismo en el camino." Emily Yoshida de Vulture criticó la constante dependencia en la nostalgia y la narración confusa, y escribió: "A medida que se sumerge, sin previo aviso, en un territorio de pesadilla de cocaína recalentada mejor hecho que cualquier cantidad de películas de los noventa sobre la nostalgia setentera, no solo deja de ser divertido, sino que deja de fingir que tiene una visión de adónde deben ir sus personajes principales."